# 叶厚荣
叶厚荣（1943年1月—），男，汉族，安徽肥西人，中央党校研究生学历，中华人民共和国政治人物。

## 生平
1966年1月加入中国共产党。1966年7月，毕业于皖南大学（现安徽师范大学）数学系。毕业后曾在中学任教，先后任天津市海河中学教师、革委会常委、党支部委员，天津市佟楼中学党支部委员、革委会常委、政工组组长。1972年4月至1975年5月，在南京大学外语系法文专业学习。
1975年5月，任天津市河西区教育局党委常委、副局长。1982年9月，任天津市河西区委文教部副部长。1983年10月，任天津市河西区区委常委、副区长。1988年10月，任天津市文化局党委副书记、副局长。1990年9月，任天津市文化局党委书记、副局长。1993年7月，任天津市文化局党委书记、局长。1997年8月，任天津市委宣传部常务副部长、市文化局党委书记。1998年6月兼任天津市精神文明办主任。2001年10月，任天津市委统战部部长。2002年4月，任天津市第十届政协副主席、市委统战部部长。